# Alice Wegmann
Alice Wegmann Corrêa (Río de Janeiro, 3 de noviembre de 1995) es una actriz brasileña. Destacó al interpretar a la protagonista  Lia Martins en la vigésima temporada en la novela teen Malhação.

## Biografía
Después de 4 años cursando teatro Tablado, Alice hizo su estreno en los escenarios en 2008, con la pieza "La Casa de la Madrinha" de Lygia Bojunga, adaptación de Susana García y Herson Capri.
Se Estrenó en la Televisión con 15 años en la 18ª temporada de Malhação en 2011, en la Red Globo, en el papel de Andréa. Aún en 2011 consiguió el personaje de la tenista Sofía en la novela La Vida de la Gente. Así, pudo mostrar su lado deportivo (gimnasia olímpica, surf, baile, tenis, natación, carrera e incluso fútbol), que siempre formaron parte de su infancia.
En 2012-2013, tuvo su primer papel de protagonista en la 20ª temporada de Malhação, interpretando a Leía Martins, donde hizo pareja romántica inicialmente con Guilherme Prates y posteriormente con Guilherme Leicam. Este mismo año, interpretó, en el teatro, a la alegre y explosiva Bárbara, en la comedia romántica Cuento de Verano, escrita por Domingos de Olivo y dirigida por Bia de Olivo.
También en 2013 Alice participó en el vídeo "Quiero encontrarte" del dúo Anselmo & Rafael, con participación de Buchecha, DJ Tartaruga, Rodrigo Andrade.
En 2014 Alice estrena, en horario de las 21h, la novela En Familia, en el papel de Shirley y grabó su primera película "Tamo Junto", con dirección de Matheus Souza.
Entre el segundo semestre de 2014 y primer trimestre de 2015 interpreta a Daniele en la novela Boogie Oogie, un personaje leve y alegre, una niña fiestera, bien diferente de sus personajes anteriores que eran más dramáticos.
También en 2014 Wegmann entró por primera vez entre las 100 chicas más sexy de la revista VIP.
En la minisérie "Relaciones Peligrosas" (2016), Alice interpreta a Cecilia, su primer personaje de época.
Estudia 5º curso de periodismo en la PUC.

## Filmografía

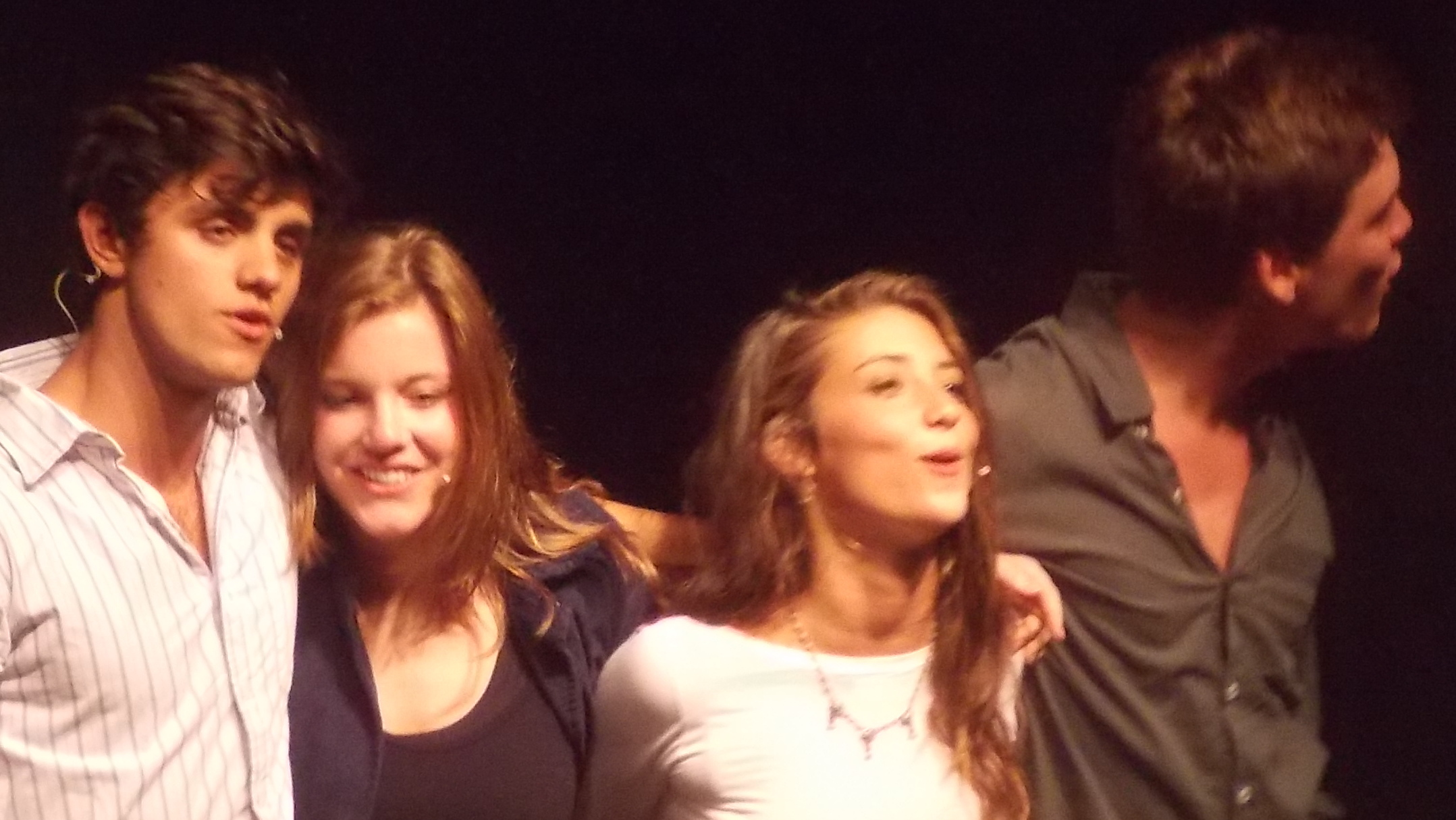
Elenco de la pieza Cuento de Verano: Alice Wegmann, Felipe Simas, Julia Oristânio y João Vithor Oliveira.

### Televisión
| Año  | Título                | Personaje                        | Notas                  |
| ---- | --------------------- | -------------------------------- | ---------------------- |
| 2011 | Malhação              | Andréa                           | Actriz de reparto      |
| 2011 | La vida sigue         | Sofia Azevedo Prates             | Actriz de reparto      |
| 2012 | Malhação              | Lia Martins                      | Protagonista           |
| 2014 | La sombra de Helena   | Shirley Soares Esteves (2ª Fase) | Antagonista            |
| 2014 | Boogie Oogie          | Daniele Veiga Azevedo Fraga      | Actriz de reparto      |
| 2015 | Malhação              | Lia Martins                      | Participación Especial |
| 2016 | Relaciones Peligrosas | Cecília                          | Protagonista           |
| 2016 | A Lei do Amor         | Isabela / Marina                 | Antagonista            |
| 2018 | Onde Nascem Os Fortes | Maria                            | Protagonista           |
| 2022 | Rensga Hits!          | Raíssa Bárbara Medeiros          | Protagonista           |
| 2025 | Vale Tudo             | Solange Duprat                   | Actriz de reparto      |

### Cine
| Año  | Título     | Personaje | Nota         |
| ---- | ---------- | --------- | ------------ |
| 2015 | Tamo Junto | Diana     | Largometraje |
| 2016 | O Rastro   | Alice     | Longametraje |

## Teatro
| Año       | Pida                   | Ref        |
| --------- | ---------------------- | ---------- |
| 2008      | La Casa de la Madrinha | Hube Visto |
| 2012-2013 | Cuento de Verano       | Barbara    |

## Premios
| 2012 | Premio Extra de TELE   | Ídolo Teen | Leía en Malhaçäo |
| 2013 | Premio Joven Brasileño | TELE       | Leía en Malhaçäo |